# كاساس دي غراسيمولينا
بلدية كأساس دي غراسيمولينا (بالإسبانية: Casas de Garcimolina)‏، هي إحدى بلديات مقاطعة قونكة إحدى مقاطعات إسبانيا، و التي تقع في منطقة قشتالة لا منتشا وسط البلاد, و المائلة لجهة الشرق من إسبانيا.
يبلغ عدد سكانها 34 نسمة وفقاً لإحصائية سنة (2007).